# Kumbung (Lepar Pongok)
Kumbung is een bestuurslaag in het regentschap Bangka Selatan van de provincie Bangka-Belitung, Indonesië. Kumbung telt 509 inwoners (volkstelling 2010).